# Пожарская, Антонина
Антонина Пожарская (1864—?) — русская актриса ранней эпохи российского немого кино, исполнительница ролей в фильмах киноателье Ханжонкова в 1909—1913 годах.

## Фильмография
- 1908 — «Выбор царской невесты»
- 1908 — «Песнь про купца Калашникова»
- 1909 — «Русская свадьба XVI столетия»
- 1909 — «Мазепа» — мать Марии
- 1909 — «Мёртвые души» — кухарка Плюшкина
- 1910 — «Идиот» — Иволгина
- 1910 — «Пиковая дама» — Графиня
- 1913 — «Горе Сарры» — мать Исаака